# Богдан Хмельницкий (вулкан)
Богда́н Хмельни́цкий ( яп.散布山 Минамичириппу, досл. Южный Чирип) — действующий вулкан на острове Итуруп Большой Курильской гряды.
Относится к типу голоценовых стратовулканов. Высота 1585 м. Расположен на полуострове Чирип, в южной части Двугорбого хребта, который образует вместе с соседним вулканом Чирип. Сложен преимущественно базальтами.
Известны извержения 1843 и 1860 годов. В настоящее время фиксируется фумарольная и термальная активность. Фумарольная деятельность проявляется на юго-западном склоне и около подножья горы Горячая.
Назван по имени государственного и военного деятеля Богдана Хмельницкого.
В 4 км к северу расположен вулкан Чирип.

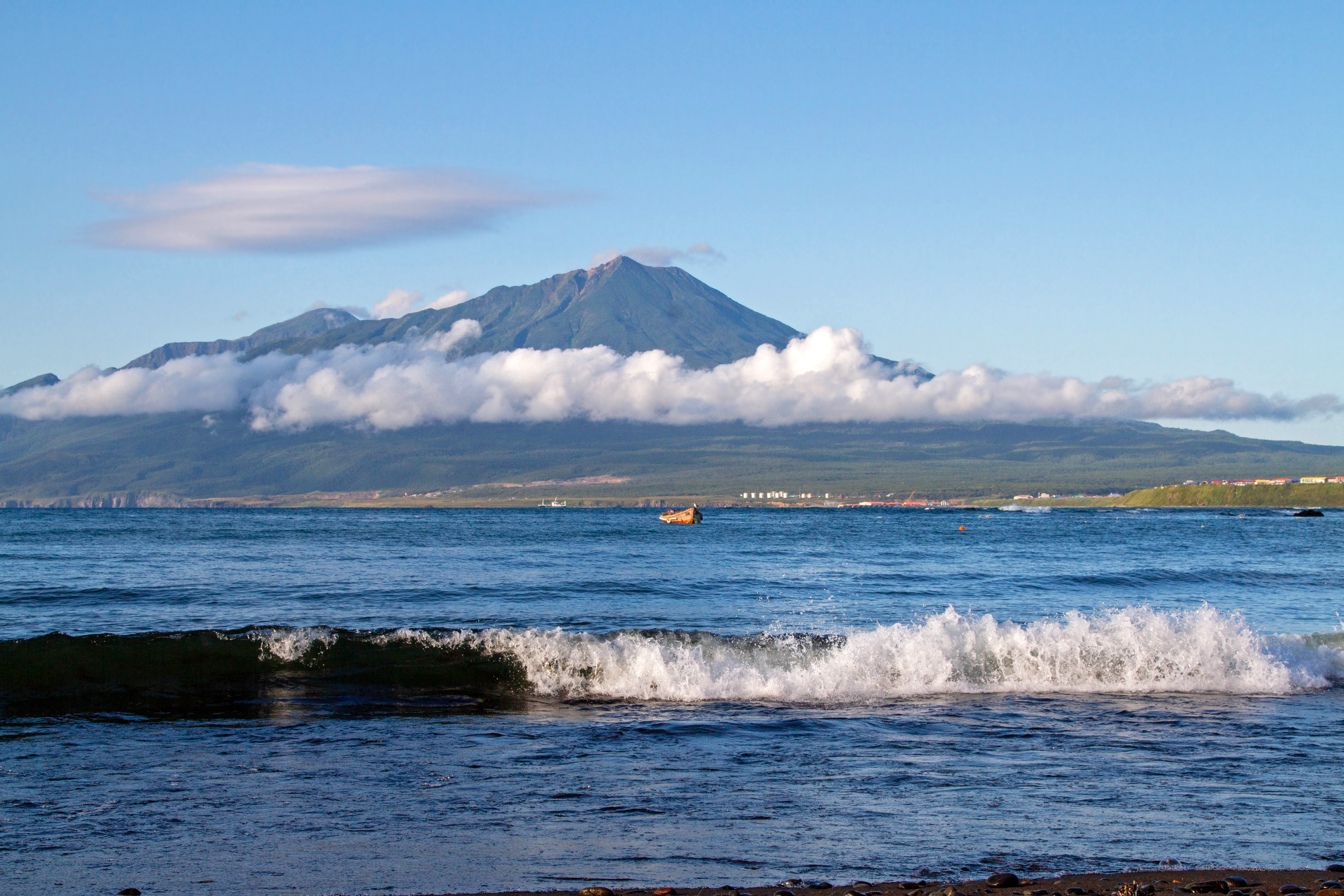
Вид на вулкан Богдан Хмельницкий с залива Курильский
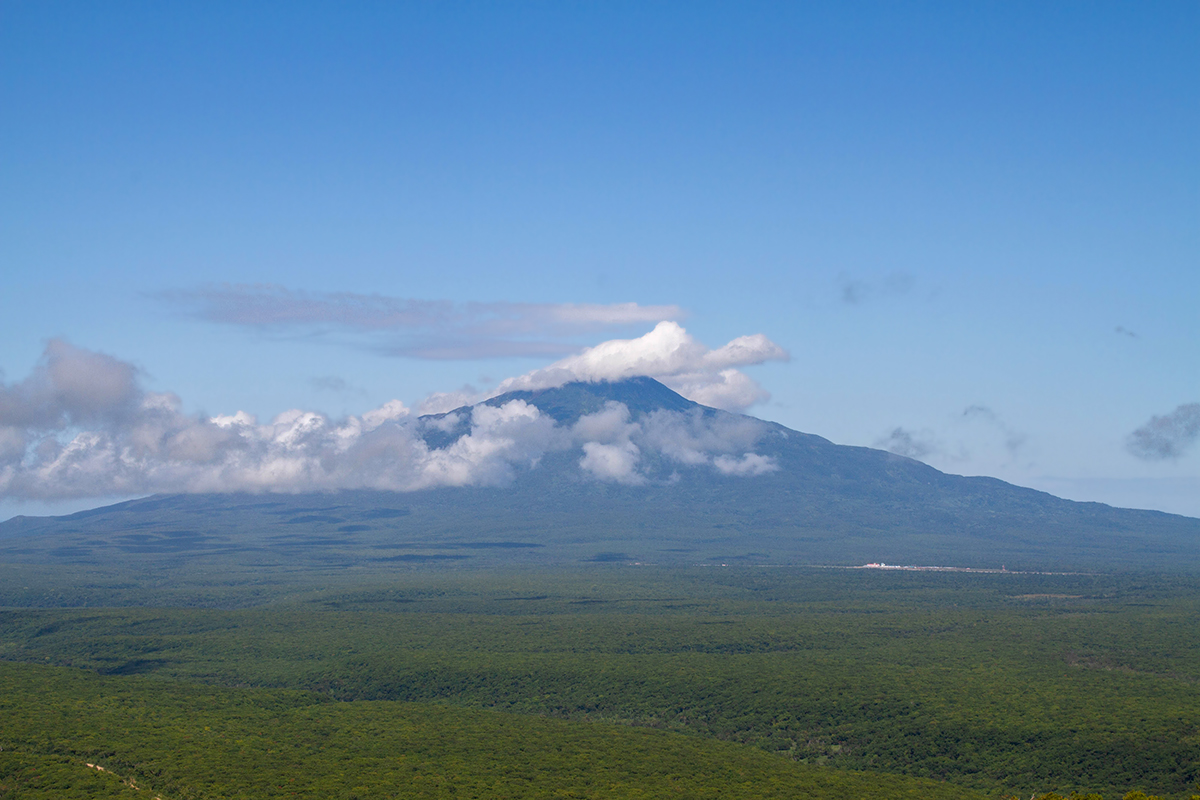
Аэропорт «Ясный» на фоне вулкана Богдан Хмельницкий

## Археология
В 1948 году в кальдере вулкана советский геолог Георгий Власов обнаружил и отснял образцы пиктографии. С 1979 года их расшифровкой занимался видный советский лингвист Юрий Кнорозов. В данных петроглифах проявились зачаточные формы древней письменности айнов.